# Stanislav Kosior
Stanislav Vikenťjevič Kosior (polsky Stanisław Kosior, někdy psán Kossior, rusky Станисла́в Вике́нтьевич Косио́р; 6. listopadujul./ 18. listopadu 1889greg., Węgrów – 26. února 1939, Moskva) byl sovětský politik polského původu, jeden ze tří bratrů Kosiorů. Byl generálním tajemníkem Komunistické strany Ukrajiny, místopředsedou vlády SSSR a členem politbyra Všesvazové komunistické strany (bolševiků), VKS(b). Byl popraven během Velké čistky.

## Život
Stanisław Kosior se narodil v roce 1889 ve Węgrówě v Podlesí, tehdy patřícím k Ruské říši, v polské rodině skromných dělníků. Kvůli chudobě emigroval do Juzovky (moderní Doněck), kde pracoval v ocelárně. V roce 1907 vstoupil do Ruské sociálně demokratické dělnická strany a rychle se stal hlavou místní pobočky strany. Později v tomto roce byl zatčen a následující rok raději opustil region kvůli policejnímu sledování. V roce 1909 znovu použil své konexe a opět získal práci v továrně v Sulinu, ale brzy byl zase zatčen a deportován do dolu Pavlovsk. V roce 1913 přešel do Charkova a poté do Kyjeva a Poltavy, kde organizoval místní komunistické buňky. V roce 1915 odešel do Moskvy, v letech 1914 a 1915 byl zatčen Ochrankou (ruskou tajnou policií) a vyhoštěn na Sibiř.
Po únorové revoluci se Kosior přestěhoval do Petrohradu, v jehož Narevsko-Petěrgovském rajónu vedl místní pobočku bolševiků a obvodní sovět, v Petrohradě se účastnil i říjnové revoluce. Po brestlitevském míru Kosior odjel na Ukrajinu, zprvu jako lidový komisař financí ukrajinské sovětské vlády, později zastával různé jiné funkce, v druhé polovině roku 1918 se přesunul do Němci kontrolovaných oblastí Ober-Ost na Ukrajině a vedl tamní stranické organizace. Později patřil k vedení ukrajinských bolševiků jako člen politbyra (květen 1919 – listopad 1920 a roku 1922) a tajemník ÚV (s přestávkami od května 1919 do října 1922). V říjnu 1922 byl přeložen na Sibiř na místo tajemníka sibiřského byra, resp. sibiřského krajského výboru strany. V letech 1926 až 1928 byl tajemníkem ústředního výboru VKS(b).
V roce 1928 se stal generálním tajemníkem ÚV Komunistické strany Ukrajiny. Mezi jeho úkoly patřila kolektivizace zemědělství na Ukrajině.
V roce 1927 se kandidátem a roku 1930 členem politbyra ÚV VKS(b). V roce 1935 byl vyznamenán Leninovým řádem „za vynikající úspěchy v oblasti zemědělství a za překročení státních plánů v zemědělství“. V lednu 1938 byl převeden z Ukrajiny do Moskvy, na místo místopředsedy vlády a předsedy Komise sovětské kontroly při vládě Sovětského svazu. To byl vrchol jeho politické kariéry.
Dne 3. května 1938 byl během Velké čistky zbaven všech stranických funkcí a zatčen NKVD; 26. února 1939 byl odsouzen k smrti zastřelením a téhož dne popraven Vasilijem Blochinem. Další členové a kandidáti politbyra zlikvidovaní čistkou v tomto období byli Jan Rudzutak, Robert Ejche, Vlas Čubar a Pavel Postyšev.  
Po XX. sjezdu KSSS byl Kosior 14. března 1956 sovětskou vládou rehabilitován. Dne 13. ledna 2010 byl Odvolacím soudem Ukrajiny Kosior prohlášen za politického zločince pro jeho údajný podíl na organizaci hladomoru na Ukrajině v letech 1932–1933; soud pak zastavil trestní řízení kvůli jeho smrti.